# Julio Mateo
Julio César Mate (nacido el 2 de agosto de 1977 en Baní) es un lanzador dominicano que jugó en las Grandes Ligas. Fue firmado por los Marineros de Seattle como amateur el 15 de mayo de 1996.

## Carrera

### Seattle Mariners
Mateo tuvo récord de 4-2 con una efectividad de 1.74 en 15 partidos, incluyendo dos aperturas, por los Marineros en la Dominican Summer League en 1996. Lanzó dos juegos completos y obtuvo un salvamento.
En 1997, Mateo tuvo récord de 3-1 con una efectividad de 3.30 en 13 partidos, incluyendo seis aperturas, para Arizona League Mariners.
Con los Everett AquaSox en 1998, Mateo se fuetuvo récord de 3-3 con una efectividad de 4.70 y cuatro salvamentos en 28 apariciones como relevista. También permitió una carrera en 11.3 entradas en su única salida para el equipo de Clase-A avanzada, Lancaster JetHawks.
Mateo tuvo récord de 1-3 con una efectividad de 4.34 y cuatro salvamentos en 20 salidas para el equipo de Clase-A, Wisconsin Timber Rattlers en 1999.
Una vez más con el equipo de Clase-A en Wisconsin Timber Rattlers en 2000, Mateo terminó con 4-8 con una efectividad de 4.19 y cuatro salvamentos en 36 salidas, incluyendo una apertura.
Terminó con 5-4 con efectividad de 2.86 y un récord personal de 26 salvamentos en 56 salidas para el equipo Clase A avanzada, San Bernardino Stampede en 2001.
Mateo dividió la temporada de 2002 entre el equipo de Doble-A, San Antonio Missions, el equipo de Triple-A, Tacoma Rainiers, y los Marineros en las Grandes Ligas. Terminó con récord de 1-0 con una efectividad de 0.52 en 12 partidos para San Antonio Missions y 4-2 con una efectividad de 4.06 y seis salvamentos en 20 apariciones para Tacoma Rainiers. Hizo su debut en las Grandes Ligas el 7 de mayo de 2002, con los Marineros contra los Azulejos de Toronto. Cedió 10 carreras en 21 entradas durante su primera acción en Grandes Ligas.
En 2003, Mateo terminó con 4-0 con una efectividad de 3.15 y un salvamento en 50 salidas como relevista para los Marineros. Finalizó 17 juegos para Seattle en el 2003.
Mateo conservó su lugar en el bullpen con los Marineros en 2004. Terminó con 1-2 con una efectividad de 4.68 y un salvamento en 45 salidas.
En 2005, Mateo tuvo récord de 3-6 con una efectividad de 3.06 en 55 apariciones, incluyendo una apertura, para los Marineros.
Terminó con 9-4 con una efectividad de 4.19 en 48 apariciones como relevista para los Marineros en 2006. Registró una marca personal en victorias. El 28 de agosto, Mateo se rompió el cuarto metacarpiano (dedo anular) en su mano izquierda, mientras levantaba pesas, y se perdió el resto de la temporada 2006.
Mateo registró una marca de 1-0 con una efectividad de 3.75 en nueve partidos con los Marineros. Poco después, fue enviado a Triple-A a los Tacoma Rainiers.

### Philadelphia Phillies
El 31 de julio de 2007, Mateo fue cambiado a los Filis de Filadelfia por el campocorto de ligas menores Jesús Merchan. Tuvo récord de 4-1 con una efectividad de 1.43, 15 salvamentos en 35 salidas como relevista, tanto para el equipo de Doble-A, Reading Phillies como para los Rainiers en la organización de los Marineros. El 7 de diciembre, los Filis le otorgaron la agencia libre.

### San Francisco Giants
El 10 de enero de 2008, Mateo firmó un contrato de ligas menores con los Gigantes de San Francisco. Terminó con 3-4 con una efectividad de 5.69 en 25 salidas, incluyendo seis aperturas, para el equipo Triple-A, Fresno Grizzlies. Perdió sus primeras tres aperturas antes de permitir  dos carreras en 52 entradas y un tercio en la victoria sobre los Tucson Sidewinders el 20 de abril. Convirtió tres oportunidades de salvamento consecutivas del 22 al 29 de mayo. Se convirtió  en agente libre al final de la temporada 2008.

### Diablos Rojos del México
Mateo jugó la temporada 2009 con los Diablos Rojos del México en la Liga Mexicana. terminó con 12-5 en 123 entradas y dos tercios con una efectividad de 5.24 y 70 ponches en 22 partidos, 21 aperturas.

## Vida personal
Mateo tiene un hijo, Julio Mateo Jr. Abandonó los entrenamientos de primavera en 2006, después de enterarse de que su hermano mayor, Luis, había muerto en un accidente automovilístico en la República Dominicana.
El 5 de mayo de 2007, Mateo se entregó bajo los cargos de violencia doméstica contra su esposa. Fue arrestado bajo la acusación de asalto en tercer grado. El informe de la policía dijo que el incidente tuvo que ver con golpear, asfixiar y morder a su esposa. Ella necesitó cinco puntos de sutura en el labio,como resultado de una mordedura que la policía alegó que fue causada por  Mateo. Mateo fue enviado a Triple-A inmediatamente después del incidente y se enfrentó a 10 días de suspensión sin paga, así en concepto de multa por no presentarse al estadio para el partido de esa noche contra los Yanquis de Nueva York.
Mientras lanzaba en el farm system de San Francisco, Mateo fue arrestado el 27 de julio de 2008, en Albuquerque, Nuevo México. La detención se produjo tras el descubrimiento de la falsificación de billetes de 100 dólares en su habitación de hotel. También enfrentó la acusación  de pasar un billete falso de $100 dólares para pagar una tarifa de taxi.